# Ubuntu verziótörténet
Az Ubuntu Linux disztribúció verziók félévente jelennek meg, a verziószám a kiadás évéből és hónapjából áll össze (4.10 → 2004.10.20). Az egyes kiadások fejlesztési kódnevei a hagyomány szerint egy azonos betűvel kezdődő melléknév és állatnév pár. A végleges verziókra általában a kódnév mellékneve alapján hivatkoznak, azonban a hivatalos elnevezés a verziószám. A Breezy Badger óta a kódneveket betűrendben választják.

## Verziók
(A kódnevek magyar jelentései zárójelben; nem hivatalos fordítások)
| Verzió    | Kódnév                                      | Teszt név               | Kiadás dátuma     | Támogatás megszűnése       | Újdonságok |
| --------- | ------------------------------------------- | ----------------------- | ----------------- | -------------------------- | --- |
| 4.10      | Warty Warthog (bibircsókos varacskosdisznó) | Sounder                 | 2004. október 20. | 2006. április 30.          | ShipIt (ingyenes házhozszállítás) |
| 5.04      | Hoary Hedgehog (deres sündisznó)            | Array                   | 2005. április 8.  | 2006. október 31.          | Update Manager; Upgrade Notifier; readahead; grepmap; laptop suspend, hibernálás készenlét; dynamic frequency scaling; Ubuntu hardver adatbázis; Kickstart; install USB eszközről; UTF-8 alapbeállítás; APT authentication |
| 5.10      | Breezy Badger (szeles borz)                 | Colony                  | 2005. október 13. | 2007. április 13.          | Usplash (grafikus boot); "Add/Remove…" application tool; nyelvválasztó; logikai kötetkezelés támogatása; Hewlett-Packard nyomtatók támogatása; OEM installer support; Launchpad integrálás |
| 6.06 LTS  | Dapper Drake (takaros gácsér)               | Flight                  | 2006. június 1.   | 2009. július 14. (desktop) | Long Term Support (LTS) kiadás. LiveCD és Install CD egy lemezen; Ubiquity grafikus telepítő a LiveCD-n; Usplash rendszerleállításkor; Network Manager hálózatválasztó; 'Humanlooks' theme implemented using Tango guidelines, based on Clearlooks and featuring orange colours instead of brown; LAMP csomag telepítése; telepítés USB eszközre; GDebi grafikus telepítő a .deb csomagokhoz |
| 6.06 LTS  | Dapper Drake (takaros gácsér)               | Flight                  | 2006. június 1.   | 2011. június 1. (szerver)  | Long Term Support (LTS) kiadás. LiveCD és Install CD egy lemezen; Ubiquity grafikus telepítő a LiveCD-n; Usplash rendszerleállításkor; Network Manager hálózatválasztó; 'Humanlooks' theme implemented using Tango guidelines, based on Clearlooks and featuring orange colours instead of brown; LAMP csomag telepítése; telepítés USB eszközre; GDebi grafikus telepítő a .deb csomagokhoz |
| 6.10      | Edgy Eft (zizi gőtefi)                      | Knot                    | 2006. október 26. | 2008. április 25.          | Ubuntu 'Human' theme jelentős változása; Upstart; automatikus crash jelentés (Apport); Tomboy jegyzet-alkalmazás; F-spot fotókezelő |
| 7.04      | Feisty Fawn (bátor őzborjú)                 | Herd                    | 2007. április 19. | 2008. október 19.          | Migration assistant; Kernel-based Virtual Machine támogatás; egyszerűsített codec és jogvédett illesztőprogram telepítés; Compiz munkaasztal hatások; Wi-Fi Protected Access támogatás; PowerPC már nem támogatott; szúdoku és sakk játékok; 'baobab' lemezhasználat elemző; GNOME Control Center; Zeroconf számos eszközhöz                                                                 |
| 7.10      | Gutsy Gibbon (merész gibbon)                | Tribe                   | 2007. október 18. | 2009. április 18.          | Compiz Fusion alapbeállításként; AppArmor biztonsági keretrendszer; fast desktop search; fast user switching; javított plug-in kezelés a Mozilla Firefox (Ubufox) böngészőben; grafikus beállító az X.org-hoz; fejlett nyomtatási rendszer és PDF nyomtatás támogatása |
| 8.04 LTS  | Hardy Heron (kemény kócsag)                 | Alpha                   | 2008. április 24. | 2011. május 12. (desktop)  | Long Term Support (LTS) kiadás;; Jobb Tango támogatás; a compiz használatának megkönnyítése; tracker integráció; Brasero cd/dvd író, Transmission BitTorrent kliens és alapértelmezett Vinagre VNC kliens; A PulseAudio mint alapértelmezett hangrendszer, az Rt2x00 wireless driverek integrálása, opcionálisan Mozilla Firefox 3 böngésző, Active Directory integráció, wubi telepítő      |
| 8.04 LTS  | Hardy Heron (kemény kócsag)                 | Alpha                   | 2008. április 24. | 2013. április (szerver)    | Long Term Support (LTS) kiadás;; Jobb Tango támogatás; a compiz használatának megkönnyítése; tracker integráció; Brasero cd/dvd író, Transmission BitTorrent kliens és alapértelmezett Vinagre VNC kliens; A PulseAudio mint alapértelmezett hangrendszer, az Rt2x00 wireless driverek integrálása, opcionálisan Mozilla Firefox 3 böngésző, Active Directory integráció, wubi telepítő      |
| 8.10      | Intrepid Ibex (merész kőszáli kecske)       | Alpha                   | 2008. október 30. | 2010. április 30.          | Mobil számítástechnikával és dinamikus desktopkörnyezet kialakításával kapcsolatos fejlesztések; Az internetcsatlakozás lehetőségeinek és beállításainak kibővítése; Vendégfiók; |
| 9.04      | Jaunty Jackalope (hetyke szarvasnyúl)       |                         | 2009. április 23. | 2010. október 23.          | A boot idő csökkentése, legyen szó speciális eszközön való futásról, vagy hagyományos felhasználásról. A webes szolgáltatások és a desktop alkalmazások összemosása. Ext4 fájlrendszer támogatása (csak tesztelésre!). Integrált videókártya driverek. |
| 9.10      | Karmic Koala (karmikus koala)               |                         | 2009. október 29. | 2011. április 30.          | Ubuntu One (fájlmegosztó szolgáltatás), GRUB2, Emphaty üzenetküldő, gyorsabb rendszerindítás |
| 10.04 LTS | Lucid Lynx (értelmes hiúz)                  |                         | 2010. április 29. | 2013. április (desktop)    | Teljesen megújult arculat, közösségi szolgáltatások integrációja, Ubuntu One Music Store, megújult panel |
| 10.04 LTS | Lucid Lynx (értelmes hiúz)                  | 2015. április (szerver) | 2010. április 29. |                            | Teljesen megújult arculat, közösségi szolgáltatások integrációja, Ubuntu One Music Store, megújult panel |
| 10.10     | Maverick Meerkat (rendkívüli szurikáta)     |                         | 2010. október 10. | 2012. április 10.          | Új felépítésű telepítő (párhuzamos telepítés és beállítás), Shotwell alapértelmezett fényképkezelő, bővített hangerőszabályzó, új témák |
| 11.04     | Natty Narwhal (elegáns narvál)              |                         | 2011. április 28. | 2012. október 28.          | Kétféle felhasználói felület bejelentkezésnél: Unityre épülő (Ubuntu Desktop Edition), klasszikus GNOME munkaasztal (Ubuntu Classic Session). |
| 11.10     | Oneiric Ocelot (álmodozó ocelot)            |                         | 2011. október 13. | 2013. május 9.             | A CD-n kizárólag Unity felület található meg, a gnome-session-fallback csomag telepítésével részben visszakaphatjuk a régi Gnome felületet |
| 12.04 LTS | Precise Pangolin (precíz tobzoska)          |                         | 2012. április 26. | 2017. április 28.          | 5 éves LTS támogatási időszak az Ubuntu asztali változatban is |
| 12.10     | Quantal Quetzal (kvantáló kecál)            |                         | 2012. október 18. | 2014. május 16.            | A telepítő lemezek mérete megnövekedett 800 MB-ra, így már csak DVD-ről vagy USB pendrive-ról telepíthetők. A LightDM-be távolról is bejelentkezhetünk az Ubuntu Single Sing On segítségével. |
| 13.04     | Raring Ringtail (ritka gyűrűsfarkú)         |                         | 2013. április 25. | 2014. január 27.           | 3.8-as kernel verzió |
| 13.10     | Saucy Salamander (fűszeres szalamandra)     |                         | 2013. október 17. | 2014. július 17.           | 3.11-es kernel verzió |
| 14.04 LTS | Trusty Tahr (megbízható kos)                |                         | 2014. április 26. | 2019. április              | A megszűnő Ubuntu One kivétele, 3.13 kernel, ESM támogatás: 2022.04.-ig |
| 14.10     | Utopic Unicorn (utópikus unikornis)         |                         | 2014. október 23. | 2015. július               | 3.16-os kernel, teljes ASLR a kernelre és a kernelmodulokra |
| 15.04     | Vivid Vervet (színpompás vervet)            |                         | 2015. április 23. | 2016. február              | Snappy Ubuntu Core, 0MQ brokerless message bus, distributed virtual routing, DNS-as-a-service, 3.19 kernel |
| 15.10     | Wily Werewolf (ravasz vérfarkas)            |                         | 2015. október 23. | 2016. július               | Linux kernel 4.2, F2FS fájlrendszer-titkosítás támogatása, LibreOffice 5, Steam-vezérlő támogatása |
| 16.04 LTS | Xenial Xerus (vendégszerető ürgemókus)      |                         | 2016. április 21. | 2021. április              | "snap" csomagformátum, ZFS kötetkezelő, LXD konténeres virtualizáció, ESM támogatás: 2024.04.-ig |
| 16.10     | Yakkety Yak (locsogás [angol szójáték])     |                         | 2016. október 13. | 2017. július               | Linux kernel 4.8 |
| 17.04     | Zesty Zapus (fűszeres szöcskeegér)          |                         | 2017. április 13. | 2018. január               | Linux kernel 4.10 |
| 17.10     | Artful Aardvark (művészi földimalac)        |                         | 2017. október 19. | 2018. július               | Linux kernel 4.13, a saját fejlesztésű Unity-t váltva ismét GNOME lett az alapértelmezett felület |
| 18.04 LTS | Bionic Beaver (bionikus hód)                |                         | 2018. április 26. | 2023. április              | Linux kernel 4.15, ESM támogatás: 2028.04.-ig |
| 18.10     | Cosmic Cuttlefish (kozmikus tintahal)       |                         | 2018. október 18. | 2019. július               | Linux kernel 4.18 |
| 19.04     | Disco Dingo (diszkós dingó)                 |                         | 2019. április 18. | 2020. január               | Linux kernel 5.0 |
| 19.10     | Eoan Ermine (pirkadatkori hermelin)         |                         | 2019. október 17. | 2020. július               | Linux kernel 5.3 |
| 20.04 LTS | Focal Fossa (központi fossza)               |                         | 2020. április 23. | 2025. április              | Linux kernel 5.4, ESM támogatás: 2030.04.-ig |
| 20.10     | Groovy Gorilla                              |                         | 2020. október 22. | 2021. július               | |
| 21.04     | Hirsute Hippo                               |                         | 2021. április 22. | 2022. január               | |
| 21.10     | Impish Indri                                |                         | 2021. október 14. | 2022. július               | |
| 22.04 LTS | Jammy Jellyfish                             |                         | 2022. április 21. | 2027. április              | Linux kernel 5.15, ESM támogatás 2032-ig |
| 22.10     | Kinetic Kudu                                |                         | 2022. október 20. | 2023. július               | |
| 23.04     | Lunar Lobster (holdi homár)                 |                         | 2023. április 21. | 2024. január               | |
| 23.10     | Mantic Minotaur (jövendölő Minótaurosz)     |                         | 2023. október 12. | 2024. július               | Raspberry Pi 5 támogatás |
| 24.04 LTS | Noble Numbat (nemes erszényeshangyász)      |                         | 2024. április 25. | 2029. április              | |

A támogatások megszűnése oszlopban az általános támogatás megszűnésének időpontja van feltüntetve, ezt elérve az Ubuntunál az LTS kiadások esetében opcionális kiterjesztett biztonsági karbantartási (ESM) támogatás is rendelkezésre áll, ami még jellemzően 3-5 év biztonsági támogatást nyújt. Ez azt jelenti, hogy az operációs rendszer megkapja a továbbiakban is a szükséges biztonsági frissítéseket az ESM támogatás ideje alatt. Az ESM támogatás az Ubuntu Advantage for Infrastructure nevű vállalati előfizetésen keresztül érhető el, mely személyes használatra ingyenes.

## További információ
- Ubuntu kiadások az Ubuntu oldalán